# Hopewell Center
La Hopewell Center è un grattacielo di Hong Kong.

## Descrizione
Alto 216 metri e con 64 piani, si trova a 183 Queen's Road East a Wan Chai, nell'isola di Hong Kong. L'edificio è il primo grattacielo circolare di Hong Kong e prende il nome dalla società immobiliare Hopewell Holdings Limited, la quale ha costruito l'edificio e nel cui interno ospita la sede centrale. Dal 1980, anno del suo completamento, è stato il grattacielo più alto di Hong Kong e il secondo più alto in Asia fino al 1989.